# Поп (фильм)
«Поп» — российский исторический фильм режиссёра Владимира Хотиненко. Первый художественный фильм, снятый под эгидой Московской патриархии и при деятельном участии патриарха Московского и всея Руси Алексия II.
Фильм рассказывает об одной из малоизученных страниц истории Великой Отечественной войны — деятельности Псковской православной миссии. С августа 1941 по февраль 1944 года священники из Прибалтики возрождали церковную жизнь на оккупированных немцами территориях от Пскова до Ленинграда.

## Сюжет
Июнь 1941 года, маленькое село Тихое в Латвии. Настоятель небольшого прихода отец Александр Ионин ведёт неспешные беседы с матушкой Алевтиной, занимается обычными мирскими делами.
Начинается Великая Отечественная война. Село оккупировано Вермахтом. Отец Александр решает использовать сотрудничество с неприятелем, чтобы помогать людям. Он снабжает продовольствием, одеждой и всем необходимым советских военнопленных находящихся в немецком концлагере, усыновляет детей-узников Саласпилса и детей-беженцев из блокадного Ленинграда. Но после освобождения села осенью 1944 года, сотрудники НКВД арестовывают отца Александра как коллаборациониста и отправляют в лагеря ГУЛАГа. Выйдя на свободу из лагерей через несколько лет после войны, отец Александр уходит монахом во Псково-Печерский монастырь.
По словам режиссёра Владимира Хотиненко:
…В картине нет никакого идеологического и дидактического смысла, но это те открытия, которые могут что-то изменить в сознании. У нас ведь до сих пор нет другой национальной идеи, кроме победы в Великой Отечественной войне. Её мы помним, ею гордимся. Теперь мы готовы осмыслить какие-то сложные страницы войны, которых раньше не знали или не умели понять.

## В ролях
- Сергей Маковецкий — отец Александр Ионин
- Нина Усатова — матушка Алевтина, жена отца Александра
- Елизавета Арзамасова — Ева Ионина, еврейка, приёмная дочь отца Александра
- Кирилл Плетнёв — Алексей Луготинцев
- Анатолий Лобоцкий — полковник Иван Фёдорович Фрайгаузен
- Анна Гуляренко — Тимофеева
- Степан Морозов — Владыкин, полицай
- Виктория Романенко — Маша, невеста Алексея Луготинцева (убита немцами)
- Иннокентий Сичкарь — Табак
- Руслан Ягудин — Стиляга
- Геннадий Гарбук — Николай Торопцев, отец Маши
- Александр Доронин — отец Георгий Банигсон
- Вадим Жук — Моисей Сусквин, отец Евы
- Александр Завьялов — Розанов
- Николай Рябычин — Степан
- Алексей Сенчило — Ганс
- Юрий Цурило — митрополит Виленский и Литовский Сергий (Воскресенский)
- Егор Ших — Костик Торопцев, брат Маши
- Наталья Волошина — партизанка
- Кирилл Полухин —  командир партизан
- Игорь Алексеевич Сигов — немецкий солдат

## Производство
В период работы над сценарием и съёмок фильм менял название несколько раз — «На реках Вавилонских», «Псковская миссия», «Преображение».
Фильм снят кинокомпанией Русской православной церкви «Православная энциклопедия» по одноимённому роману Александра Сегеня. Писатель выступил в качестве сценариста в фильме. Картина создана по благословению почившего патриарха Алексия II, под патронатом Президента России Дмитрия Медведева и председателя Правительства России Владимира Путина, при финансовой поддержке министерства культуры, ОАО «Газпром», компании «Ренова-Медиа» и Федерального космического агентства.
Съёмки проходили в Пскове и Псковской области, Риге, Праге и Белоруссии.
Участие в съёмках принимала белорусская военно-историческая группа «Товарищи по оружию».

## Прокат
Фильм вышел в широкий прокат в пасхальную ночь 2010 года.
Фильм провалился в прокате — при расходах на производство в размере 6,8 млн долларов США сборы во всех странах проката составили только 1,7 млн долларов.
В 2012 году по заказу представительства Русской православной церкви в Таиланде было записано 200 DVD-дисков с фильмом «Поп» («บาทหลวง») с титрами на тайском языке. Игумен Олег (Черепанин) пояснил: «Мы запросили правообладателей этого фильма, получили его, сделали субтитры на тайском языке. Сейчас этот фильм пользуется большим спросом и среди студентов-тайцев, которые изучают русский язык, и среди наших прихожан. Мы планируем показать его и по кабельному локальному телевидению, чтобы и те, кто понимает язык, и те, кто не знает его, смогли ознакомиться с этой прекрасной картиной».

## Отзывы
Патриарх Московский и всея Руси Кирилл: 

Фильм произвёл на меня очень хорошее впечатление. Я хотел бы поздравить творческий коллектив, который трудился над этим фильмом. И дай Бог, чтобы он получил признание наших зрителей. В любом случае — это важное и правдивое слово о жизни русской церкви в трудные годы войны.
По словам протоиерея Георгия Митрофанова, фильм оставляет ощущение «полуправды»:

Фильм <…>, к сожалению, отличается <…> значительным произволом с точки зрения изображения исторических событий. <…> Странная деревня, скорее какой-то хутор, который фигурирует в фильме, вызывает вопросы. Достаточно посмотреть, как одеты молодые колхозницы в клубе: в городах так не во всяких ходили. Надо отдавать себе отчёт, в каком ужасающем положении находилась накануне войны Псковщина… <…> Большинством населения партизаны воспринимались как великое несчастье, поэтому полицаи из состава местного населения часто воспринимались просто как люди, которые защищали и от произвола партизан, и от произвола немецких солдат. <…> Конечно, среди полицаев было не мало тех, кого можно считать военными преступниками, но основная масса полицаев — это местные жители, которые пытались сохранить хоть какой-то покой и достаток своей деревни, своих семей. Вот почему очень странной кажется картина, когда священник отказывается отпевать полицаев, имея в виду, что это сыновья, братья и мужья его пасомых, крестьян данной деревни. <…>

В целом, фильм уязвим как с исторической, так и с духовной точки зрения, ибо историческая реальность представлена далеко не достоверно, а с духовной — мы не видим в главном герое, прежде всего, пастыря, проповедника, духовника, миссионера, просветителя, а видим его только в качестве агитатора и социального работника.
Историк и священник Илья Соловьёв полагает, что, «претендуя на историчность», картина не представляет самого главного — собственно Псковской миссии и тех устремлений, которыми руководствовались её члены. Цель митрополита Сергия (Воскресенского), благословившего несколько десятков священников окормлять паству на оккупированных территориях в 1941—1944 гг., состояла в том, чтобы «пробудить людей от духовной спячки, сказать правду о Христе и Церкви», «разоблачить коммунизм». Однако главный герой фильма «не вдохновлён этой задачей, у него нет стремления рассказать правду о Церкви, гонимой большевиками».
Исследователь Псковской миссии Константин Обозный сообщил, что многие его замечания и коррективы, которые он вносил ещё на уровне сценария, не были учтены создателями фильма, возможно — из-за «внутренней самоцензуры режиссера». В числе «самых серьёзных проколов» фильма историк назвал следующее: у зрителей складывается впечатление, что Псковская миссия была создана по личному распоряжению фюрера, что повторяет «советскую агитку». В советское время деятельность Псковской миссии толковалась в однозначном ключе: якобы сотрудники Псковской миссии выполняли «шпионские задачи, а церковное служение было маскировкой». Именно такой подход лежал в основе репрессий против многих членов Псковской миссии.

## Призы и награды
- XVII кинофестиваль «Окно в Европу». Приз Союза журналистов России (2009).
- Гран-при VI Международного кинофестиваля «Лучезарный ангел» (2009).
- Гран-при международного фестиваля православного кино и СМИ «Покров» (Украина, 2009).
- Гран-при и Диплом «За лучшую мужскую роль» Сергею Маковецкому ХIХ Международного кинофорума православного кино «Золотой Витязь» (Россия, 2010).
- «Золотой Орёл». Приз в номинации «Лучшая женская роль второго плана» — Нина Усатова.
- Первая Патриаршая премия в области киноискусства[10]
- Владимир Хотиненко за фильм «Поп» удостоен награды Латвийской Православной Церкви[11]

## Саундтрек
Главный герой слушает грампластинку с записью хора из третьего акта оперы «Набукко» (1842) Джузеппе Верди — Va, pensiero.
Фильм заканчивается песней «By the Rivers of Babylon» — Псалмом 136 в исполнении Boney M., — которая перебивается православным колокольным перезвоном «На реках Вавилонских» (первоначальное название фильма).